# Malmö FF
Der Malmö FF, vor allem in Schweden oft mit MFF abgekürzt, ist einer von Schwedens erfolgreichsten Fußballvereinen. FF steht hierbei für Fotbollsförening (deutsch Fußballverein). Er wurde 1910 in Malmö gegründet und ist Rekordmeister des Landes mit insgesamt 24 Meisterschaften sowie Rekordpokalsieger mit 16 Titeln. Seit 1971 hat der Verein auch eine Abteilung für Frauenfußball (Malmö FF Dam, seit 2007 LdB FC Malmö). Zeitweise gehörte dem Verein auch eine Badmintonabteilung an, in der mit Eva Stuart eine der weltbesten Badmintonspielerinnen trainierte.

## Geschichte der Herrenmannschaft
1931 spielte der Verein das erste Mal in der höchsten schwedischen Liga, der Allsvenskan, wurde jedoch 1933 davon ausgeschlossen, da man gegen die Amateurbestimmungen verstoßen hatte. Seit 1936 ist der Verein mit Unterbrechung im Jahre 2000 durchgehend in der höchsten schwedischen Liga. Der größte internationale Erfolg war die Finalteilnahme im Europapokal der Landesmeister 1978/79, als man mit 0:1 gegen Nottingham Forest unterlag. Im selben Jahr wurde der Verein mit der Svenska-Dagbladet-Goldmedaille geehrt. Malmö FF trägt seine Heimspiele im Eleda Stadion aus.

### Sportliche Erfolge

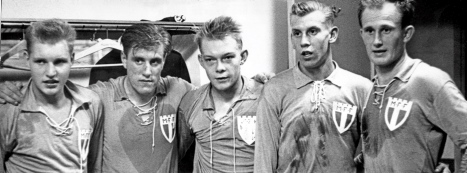
Spieler des Malmö FF von 1962

- Schwedischer Meister (24 – Rekord): 1944, 1949, 1950, 1951, 1953, 1965, 1967, 1970, 1971, 1974, 1975, 1977, 1986, 1988, 2004, 2010, 2013, 2014, 2016, 2017, 2020, 2021,[1] 2023, 2024
- Schwedischer Pokalsieger (16 – Rekord): 1944, 1946, 1947, 1951, 1953, 1967, 1973, 1974, 1975, 1978, 1980, 1984, 1986, 1989, 2022, 2024
- Schwedischer Supercupsieger (2): 2013, 2014
- UEFA Champions League (Europapokal der Landesmeister): Finale 1979 – Malmö FF gegen Nottingham Forest (0:1)

### Trainer
- Carl Wijk (1932–1934)
- Václav Simon (1936–1937)
- Harry Lundahl (1937–1941)
- Carl Ahlberg (1942–1944)
- Sven Nilsson (1944)
- István Wampetits (1945)
- Sven Nilsson (1945–1946)
- Kálmán Konrád (1947–1949)
- Sven Nilsson (1950)
- Bert Turner (1951–1954)
- Josef Stroh (1955–1958)
- Nils-Åke Sandell (1959–1963)
- Antonio Durán (1964–1971)
- Karl-Erik Hult (1972–1973)
- Bob Houghton (1974–1980)
- Keith Blunt (1981–1982)
- Tord Grip (1983–1984)
- Roy Hodgson (1985–1990)
- Bob Houghton (1990–1992)
- Viggo Jensen (1992–1993)
- Rolf Zetterlund (1994–1996)
- Frans Thijssen (1997–1998)
- Roland Andersson (1998–1999)
- Michael Andersson (2000–2001)
- Tom Prahl (2002–2005)
- Sören Åkeby (2006–2007)
- Roland Nilsson (2008–2011)
- Rikard Norling (2011–2013)
- Åge Hareide (2014–2015)
- Allan Kuhn (2016)
- Magnus Pehrsson (2017–2018)
- Uwe Rösler (2018–2019)
- Jon Dahl Tomasson (2020–2021)
- Miloš Milojević (2022)
- Åge Hareide (2022)
- Henrik Rydström (ab 01.12.2022)

### Fans
Der größte offizielle Fanclub heißt MFF-Support und wurde 1992 gegründet. Er beschreibt sich als „eine gemeinnützige und unpolitische Organisation die gegen Gewalt und Rassismus ist“.
Die größten Ultragruppen heißen Supras Malmö, Rex Scania und Brigada.

### Europacupergebnisse
siehe: Malmö FF/Europapokalstatistik

### Sonstige Fakten
- höchster Sieg in der Allsvenskan: 12:0 gegen Halmstads BK (3. Juni 1943) und Jönköpings Södra IF (26. Mai 1949)
- höchste Niederlage in der Allsvenskan: 1:7 jeweils gegen IF Elfsborg (16. Oktober 1932) und gegen AIK (31. August 1960)
- Zuschauerrekord im Malmö Stadion: 29.328 gegen Helsingborgs IF am 24. September 1967
- meiste Spiele für Malmö FF in der Allsvenskan: 348 Spiele – Krister Kristensson (1963–1978)
- Vereinsmitglieder (Stand 2020): 9004

### Aktueller Kader 2025
- Stand: 22. Juni 2025[3]

| Nr. |           | Position | Name                |
| --- | --------- | -------- | ------------------- |
| 1   | Brasilien | TW       | Ricardo Friedrich   |
| 2   | Schweden  | AB       | John Karlsson       |
| 6   | Schweden  | MF       | Oscar Lewicki       |
| 7   | Schweden  | MF       | Otto Rosengren      |
| 8   | Island    | MF       | Arnór Sigurðsson    |
| 9   | Schweden  | ST       | Isaac Kiese Thelin  |
| 10  | Danemark  | MF       | Anders Christiansen |
| 11  | Schweden  | MF       | Emmanuel Ekong      |
| 13  | Schweden  | AB       | Martin Olsson       |
| 16  | Norwegen  | MF       | Oliver Berg         |
| 17  | Danemark  | AB       | Jens Stryger Larsen |
| 18  | Schweden  | AB       | Pontus Jansson      |
| 19  | Norwegen  | AB       | Colin Rösler        |
| 20  | Norwegen  | ST       | Erik Botheim        |
| 21  | Schweden  | ST       | Stefano Vecchia     |
| 22  | Schweden  | ST       | Taha Ali            |

| Nr. |            | Position | Name                |
| --- | ---------- | -------- | ------------------- |
| 23  | Norwegen   | MF       | Lasse Berg Johnsen  |
| 25  | Brasilien  | AB       | Busanello           |
| 27  | Schweden   | TW       | Johan Dahlin        |
| 29  | Montenegro | ST       | Sead Hakšabanović   |
| 30  | Schweden   | TW       | Robin Olsen         |
| 32  | Island     | ST       | Daníel Gudjohnsen   |
| 33  | Schweden   | TW       | Melker Ellborg      |
| 34  | Schweden   | MF       | Zakaria Loukili     |
| 35  | Schweden   | AB       | Nils Zätterström    |
| 37  | Schweden   | AB       | Adrian Skogmar      |
| 38  | Schweden   | MF       | Hugo Bolin          |
| 40  | Schweden   | MF       | Kenan Busuladzic    |
| 43  | Schweden   | MF       | Gentian Lajqi       |
| 44  | Schweden   | MF       | Malte Frejd Pålsson |
|     | Schweden   | TW       | Joakim Persson      |

### Ehemalige Spieler
- Afonso Alves
- Patrik Andersson
- Helge Bengtsson
- Hasse Borg
- Martin Dahlin
- Emil Forsberg
- Zlatan Ibrahimović
- Peter Ijeh
- Alexander Jeremejeff
- Bo Larsson
- Erik Nilsson
- Prawitz Öberg
- Karl-Erik Palmér
- Behrang Safari
- Stefan Schwarz
- Staffan Tapper
- Ola Toivonen

## Geschichte der Frauenmannschaft (Malmö FF Dam)
Am 7. September 1970 beschloss der Verein Malmö FF eine Frauensektion zu eröffnen. So bekam der Verein ab dem Jahr 1971 eine Frauenmannschaft. In den 70er Jahren arbeitete sich die Mannschaft hoch in die Division 2 Södra (2. Liga), bevor die Mannschaft, mit der Gründung der zweigleisigen Damallsvenskan (hieß noch Division 1 Norra bzw. Södra) im Jahr 1981, erstklassig wurde. In dieser Division 1 Södra spielte Malmö FF Dam seit diesem Jahr, bis heute (nun „eingleisige“ Damallsvenskan). Insgesamt holte sich Malmö FF Dam seitdem fünf schwedische Meistertitel und zwei Pokalsiege. Im April 2007 spaltete die Abteilung sich als LdB FC Malmö ab und machte sich eigenständig, worauf 2010 der erste Meistertitel seit 16 Jahren folgte. Seit 2013 heißt der Verein FC Rosengård.

## Badminton
1948 bildete Malmö FF aus den Vereinen Malmö BK und BK-33 Malmö eine Badmintonsektion. Diese wurde 1979 schwedischer Mannschaftsmeister. Des Weiteren wurden zwölf Einzeltitel erkämpft. 1980 gliederte sich Badminton wieder aus dem Verein aus.

### Erfolge
| Saison  | Veranstaltung                      | Disziplin    | Platz | Name                                                   |
| ------- | ---------------------------------- | ------------ | ----- | ------------------------------------------------------ |
| 1955/56 | Schweden: Einzelmeisterschaft      | Dameneinzel  | 1     | Berit Olsson (MFF)                                     |
| 1955/56 | Schweden: Einzelmeisterschaft      | Mixed        | 1     | Bertil Glans / Berit Olsson (Halmstad BK / MFF)        |
| 1955/56 | Schweden: Einzelmeisterschaft      | Dameneinzel  | 1     | Berit Olsson (MFF)                                     |
| 1955/56 | Schweden: Einzelmeisterschaft      | Mixed        | 1     | Bertil Glans / Berit Olsson (Halmstad BK / MFF)        |
| 1956/57 | Schweden: Einzelmeisterschaft      | Dameneinzel  | 1     | Berit Olsson (MFF)                                     |
| 1956/57 | Schweden: Einzelmeisterschaft      | Damendoppel  | 1     | Inger Nilsson / Berit Olsson (MFF)                     |
| 1959/60 | Schweden: Einzelmeisterschaft      | Damendoppel  | 1     | Inger Nilsson / Bodil Sterner (MFF / Blackeberg)       |
| 1975/76 | Schweden: Einzelmeisterschaft      | Dameneinzel  | 1     | Eva Stuart (MFF / MAI)                                 |
| 1975/76 | Schweden: Einzelmeisterschaft      | Damendoppel  | 1     | Karin Lindquist / Eva Stuart (IFK Lidingö / MFF / MAI) |
| 1976/77 | Schweden: Einzelmeisterschaft      | Damendoppel  | 1     | Britt-Marie Larsson / Agneta Lundh (MFF)               |
| 1977/78 | Schweden: Einzelmeisterschaft      | Damendoppel  | 1     | Britt-Marie Larsson / Agneta Lundh (MFF)               |
| 1978/79 | Schweden: Einzelmeisterschaft      | Herreneinzel | 1     | Sture Johnsson (Malmö FF)                              |
| 1979    | Schweden: Mannschaftsmeisterschaft | Mannschaft   | 1     | Malmö FF                                               |